# Morrow, Ohio
Morrow är en ort (village) i Warren County i Ohio. Vid 2010 års folkräkning hade Morrow 1 188 invånare.